# 阿闍世コンプレックス
阿闍世コンプレックス（あじゃせコンプレックス、英: Ajase complex）は古澤平作が創唱し、小此木啓吾が広く流布させた精神分析の概念である。阿闍世とは、サンスクリット語で「アジャータシャトル」といい、未生怨すなわち出生以前に母親に抱く怨みの事を意味する。阿闍生コンプレックス、アジャセコンプレックスとも表記する。

## 概要
母親は子供の出生に対して恐怖を持ち、子供はそれに対する怨みを持つとされ、日本ではエディプスコンプレックスと対比されることがある。フロイトのエディプスコンプレックスは父親と子供の間の葛藤を中心とし父性重視の傾向をもつが、阿闍世コンプレックスは母性重視の傾向を持つ。小此木は古澤の母親と子の間における葛藤が人格形成上現れるという阿闍世コンプレックス理論をオリジナルに再解釈し、理想的な母との一体感から、母によるその裏切りという段階を経て、怨みを超えた母子の許しの通じ合いに至るという3つの心理段階を通過するのであるとした。
古澤による阿闍世の物語は、子供が無く年老いた王妃である韋提希（いだいけ、ヴァイデーヒー）夫人が「裏山の仙人が3年後に死んで、夫人にみごもり王子となる」という予言者（占い師）の言葉を受け、3年を待ちきれずに仙人を殺して生ませたと言うところに端を発する。仙人は死ぬ間際に呪ってやると言い残したため、夫人は怖くなり堕ろそうともするが結局王子を産む。そうして生まれた阿闍世は、その呪われた運命を知り、父母を幽閉し父である王を死に至らしめるが、賢明な大臣の制止により母を殺すことは思いとどまる。その罪悪感から流注（るちゆう）という病気になり、最後には釈尊の教えに触れて懺悔し救いを得るという物語である。だが、仙人殺害の話は『教行信証』所引の『涅槃経』にも『仏説観無量寿経』にも見られず、実は古澤の創作であると小此木は指摘した。しかし、近年の研究により、古澤の阿闍世理解は、明治時代の浄土真宗の僧、近角常観の説に依っていることが明らかにされた （なお、その説も善導大師の『観無量寿経疏〈観経疏〉』に依るものと推察される）。
母親の近代的とも言えるエゴイズムが描かれており、自分とは直接的には関係ないところで母親から怨まれていると感じているのが特徴的である。また、罰せられることから生じる罪意識よりも許されることを通じて生じる罪意識の方が価値が高いと主張されている事にも注目すべきである。

## 事実誤認について
ただし、仙人の予言に恐怖心を抱いて仙人を殺害し、また阿闍世を殺そうとしたのは父王頻婆娑羅（びんばしゃら、ビンビサーラ）である。母親である韋提希は直接関与したわけではない。韋提希は、幽閉されてまともな食事も与えられなかったビンビサーラ王に、その身に蜜を塗って会いに行っていた。阿闍世はそれを知ったので母親を殺そうとしたが大臣から止められ、後になって母親も幽閉した、というのが仏教の各経典から見られる記述である。これは手塚治虫の『ブッダ』でもこの見解によって描かれている。つまり母親に怨みを持っていたなら父親より先に母親にその怨みを晴らそうとするはずだが、まず父親を幽閉した後に母親を幽閉せしめている。したがって、本来、阿闍世の怨みは母親にではなく、あくまでも父王に向けられたものとするのが正しく、これらの経典内容に基づけば上記の説は事実誤認であり、阿闍世コンプレックスはエデイプスコンプレックスとするのが妥当であるといえよう。また松岡正剛もこの点を指摘し、古沢と小此木によって、阿闍世の怨みが父王ではなく母へと意図的な「改竄」がなされたと（ただし悪意ではなく、あくまでも肯定的に）指摘している。
なお『涅槃経』には、仙人が3年後に死ぬ前に殺害したというくだりはないが、父王（頻婆娑羅）がビプラ山に鹿狩りに出た際に一頭も狩ができずにそこにいた仙人が追い払ったと思い込み臣下に殺させようとした。その仙人は死ぬ直前に怒りの心を起し頻婆娑羅に「来世において心と言葉であなたを殺害するだろう」と言った。釈迦は阿闍世に「父王は自らその罪による報いを受けただけで、そなたに罪はない」と言った、という記述がある。おそらくこの『涅槃経』の記述と、韋提希を主な登場人物とする『仏説観無量寿経』など他の多くの経典の記述が善導によって混同され、それが誤解を生んだ原因となっていると推察される。

## 小此木啓吾の著書
- 『日本人の阿闍世コンプレックス』（中央公論社〈中公新書〉、1982年）のち中公文庫 ISBN 9784122009134
- 『エディプスと阿闍世』（青土社、1991年）ISBN 9784791751525
- （北山修との共著）『阿闍世コンプレックス』（創元社、2001年）ISBN 9784422112671